# Edmonton Oil Kings (WCHL)
Die Edmonton Oil Kings waren eine kanadische Eishockeymannschaft aus Edmonton, Alberta. Das Team spielte von 1966 bis 1976 und in der Saison 1978/79 in einer der drei höchsten kanadischen Junioren-Eishockeyligen, der Western Canada Hockey League (WCHL).

## Geschichte
Die Edmonton Oil Kings wurden 1951 als Mannschaft der Western Canada Junior Hockey League gegründet. An dieser nahmen sie bis zu deren Auflösung 1956 teil. Daraufhin schlossen sich die Oil Kings der neugegründeten Central Alberta Hockey League an, in der sie bis zu deren Auflösung 1961 antraten. Von 1960 bis 1966 stand das Team aus Alberta sieben Mal in Folge im Finale um den Memorial Cup, in dem sie sich 1963 gegen die Niagara Falls Flyers und 1966 gegen die Oshawa Generals durchsetzten. Im Sommer 1966 wurde die Mannschaft als Gründungsmitglied in die kanadische Top-Juniorenliga Western Canada Hockey League aufgenommen, in der sie bis 1976 nur einmal die Playoffs verpassten. Nachdem sie 1969 und 1970 zweimal im Finale um den Ed Chynoweth Cup den Flin Flon Bombers unterlagen, konnten sie sich bereits in der Saison 1970/71 mit dem Gewinn der Finalserie gegen Flin Flon revanchieren. In der Best-of-Seven-Serie besiegten sie diese mit vier Siegen bei einem Unentschieden und einer Niederlage. Im anschließenden Finale um den Memorial Cup verloren die Oil Kings jedoch gegen die Quebec Remparts aus der Québec Major Junior Hockey League. 
In der Saison 1971/72 gewann Edmonton mit 4:1-Siegen in der Best-of-Seven-Serie zum zweiten Mal den Ed Chynoweth Cup, mussten sich in der anschließenden Endrunde um den Memorial Cup mit den Cornwall Royals allerdings erneut einem Team aus der QMJHL geschlagen geben. Trotz der Erfolge entschieden sich die Verantwortlichen 1976 aufgrund der starken Konkurrenz durch die Edmonton Oilers aus der World Hockey Association zur Umsiedlung des Franchises nach Portland, Oregon, wo es seither unter dem Namen Portland Winter Hawks am Spielbetrieb der Western Hockey League teilnimmt.
Durch die Umsiedlung der Flin Flon Bombers nach Edmonton erhielten die Oil Kings 1978 erneut ein WHL-Franchise, welches jedoch nur in der Saison 1978/79 in der WHL aktiv war, in der es nur 17 seiner 72 Spiele gewann und mit 46 Punkten als Dritter der East Division bereits in der Playoff-Qualifikation ausschied. Im Anschluss an diese Spielzeit wurde das Franchise nach Great Falls, Montana, umgesiedelt, wo es anschließend unter dem Namen Great Falls Americans am Spielbetrieb der WHL teilnahm. 
Seit der Saison 2007/08 spielt ein gleichnamiges Franchise in der WHL.

## Ehemalige Spieler
Folgende Spieler, die für die Edmonton Oil Kings aktiv waren, spielten im Laufe ihrer Karriere in der National Hockey League: 
- Garnet Bailey
- Johnny Bucyk
- Marc Dufour
- Al Hamilton
- Bryan Hextall
- Chuck Holmes
- Dave Hoyda
- Don Kozak
- Bruce MacGregor
- Paul Messier
- Bob Murdoch
- Ray Neufeld
- Butch Paul
- Darcy Rota
- Glen Sather
- Roy Sommer
- Norm Ullman
- Bob Whitlock

## Team-Rekorde (WCHL)

### Karriererekorde
Spiele: 326  Terry McDonald
Tore: 167  Darcy Rota
Assists: 183  Terry McDonald
Punkte: 316   Darcy Rota
Strafminuten: 972  Ted Olson